# Traktat z Saint-Clair-sur-Epte
Traktat z Saint-Clair-sur-Epte – traktat zawarty latem 911 roku pomiędzy Karolem III Prostakiem a Rolfem, przywódcą wikingów z Danii, którzy grabili północną Francję, mający na celu osadzenie na stałe Normanów w północnej Neustrii w celu obrony królestwa Karola przed kolejnymi najazdami wikingów. W zamian za chrzest i przysięgę wierności karolińskiemu władcy, Rolf otrzymał tereny leżące między rzekami Bresle, Epte, Avre i Dives a morzem, z centralnym ośrodkiem w Rouen.